# Tchinda Andrade
Tchinda Andrade (Mindelo, 1979- Mindelo, 29 de noviembre de 2024) fue una activista trans caboverdiana, considerada la primera persona transexual en ser reconocida en su país.

## Trayectoria
Andrade nació y creció en Mindelo. Aunque Andrade ya llevaba varios años vistiéndose de mujer, fue en el carnaval de la isla de São Vicente de 1998 en el que se unió al desfile junto al resto de mujeres, lo que la hizo famosa. A ese carnaval pasó a conocérsele como el Tchindaval. Dos días después, afirmó en el periódico local A Semana que se sentía mujer aunque hubiera nacido como hombre, saliendo del armario como transexual en un tiempo que no era lo habitual, lo que supuso que otras personas de su entorno se sintieran identificadas y se diera pie a la creación de la comunidad LGBT de su país.
Se convirtió en la pionera de la lucha y visibilización de la comunidad LGTB en Cabo Verde, llegando a apodarse a las personas homosexuales y transexuales de dicho país como “tchindas”. Antes, fue agredida por su condición, asumiendo la cantante Cesária Évora sus facturas médicas.
Además, es cocinera y regenta un restaurante. También se ha convertido en la organizadora de algunos de los actos del carnaval de Mindelo. Como activista por los derechos LGBT, asesora a menores trans y a sus familias, además de impartir conferencias por la normalización de sus realidades en universidades y otros centros educativos.
Falleció en el Hospital Baptista de Sousa de Mindelo, el 29 de noviembre de 2024 según anunció la Comisión Nacional de Derechos Humanos de Cabo Verde. El Instituto Cabo-verdiano para a Igualdade e Equidade de Género (ICIEG) también expresó sus condolencias por el fallecimiento.

## Reconocimientos
En 2015, se estrenó el documental Tchindas en el que Tchinda Andrade es una de las protagonistas, junto a Elvis Tolentino, que se identifica de género fluido, y Edinha Pitanga, mujer trans. El documental obtuvo siete nominaciones a los Premios Goya y fue reconocido con varios premios en certámenes como el Outfest de Los Ángeles, Reeling de Chicago o el LesGaiCineMad. La CNN se refirió a ella como la "heroína transgénero".